# کلیات خمس
کلیات خَمس (The Five Predicables)، کلیات پنجگانه یا ایساغوجی از مباحث منطق صوری است؛ و در دو بخش ذات و ماهیت، عرض و رسم، مورد مطالعه قرار می‌گیرد. کلیات خَمس در تعریف، نقش اساسی دارند.
برای آشنایی با کلیّاتِ پنجگانه نخست باید به موضوع مفهوم و مصداق بپردازیم. واژهٔ مفهوم اسم مفعول و به معنای آن‌چه‌که فهمیده‌شده، دَریابیده است. مفهوم یعنی آنچه که انسان در رویارویی با یک پدیده یا گفته درمی‌یابد. نتیجهٔ چنین دریافتی این است که در ذهن انسان، برابر با آن پدیده یا گفته، چیزی نقش می‌بندد. آن چیزی را که در رویارویی با یک پدیده یا گفته در ذهن انسان نقش می‌بندد، که می‌تواند یک تصور ،تعریف یا هر چیز دیگری باشد، مفهوم می‌گوییم. برای نمونه، انسان از عدالت، زیبایی، خورشید، خدا، آزادی چیزی می‌فهمد. دربرابرِ هرکدام ازاین نام‌ها، فهمی دارد. مفهوم اساسِ اندیشیدن است. در فرایند اندیشیدن، ما مفاهیم ذهنی خود را به‌کار می‌گیریم تا به مفهومی تازه‌تر برسیم. گاه در برابر یک مفهوم، پدیده‌ای در دنیای خارج هست، که آن مفهوم به آن پدیده اشاره می‌کند. برای نمونه هنگامی که می‌گوییم خورشید، در سامانه خورشیدی در دنیای خارج، پدیده‌ای را به این نام می‌شناسیم. در برابر مفهوم خورشید، پدیده‌ای را در دنیای خارج به نام خورشید با ویژگی‌هایی داریم که به آن اشاره می‌کنیم. به آن پدیده، مصداق می‌گوییم. مصداق آن پدیده‌ای در دنیای خارج است که برابر با یک مفهوم در ذهن می‌دانیم. مثلاً، مصداق مفهوم میز که به یک میز در دنیای خارج اشاره دارد. برای تمام مفاهیم در دنیای خارج مصداقی وجود ندارد. مثلاً آزادی در دنیای خارج، مصداق عینی ندارد. چنین مفاهیمی، معنای ذهنی یا تعاریف ذهنی دارند. ما در دنیای خارج پدیده‌ای را به‌نام آزادی نمی‌شناسیم. بلکه کارهایی را به این مفهوم نسبت می‌دهیم و آنها را بیانگر مفهوم آزادی می‌دانیم.
حال‌که دانستیم مفهوم چیست، به سراغ دسته‌بندی دیگری از واژهٔ مفهوم می‌رویم. در دانشِ منطق، مفهوم را کلی و جزئی دانسته‌اند. مفهوم کلی مفهومی است که در دنیای خارج برای آن بیش از یک مصداق وجود دارد; مانند: مفاهیم انسان، اقیانوس یا کتاب که بیش‌از یک مصداق را دربرمی‌گیرند. مفهوم جزئی مفهومی است که در دنیای خارج برای آن تنها یک مصداق وجود دارد; مانند: کاخ سفید، کعبه، عیسی مسیح یا واژه‌هایی که با صفات اشاره می‌آیند مثلاً آن کتابِ روی میز که به کتاب خاصی اشاره دارد.
مفاهیم کلی از جهت رابطه‌ای که با مصادیق خود دارند، به پنج گونه تقسیم می‌شوند. این پنج گونه که به «کلیات خمس» یا «کلیات پنجگانه» معروف شده‌اند، عبارتند از:
1. نوع ؛ مفهومی کلّی است که بیانگر تمام ذات یا حقیقت مصادیق است. برای مثال وقتی گفته می‌شود «این چیز طلا است» یا «آن حیوان اسب است» طلا تمام حقیقت شیء نخست و اسب تمام چیستی شیء دوم را بیان می‌کند، بنابراین هر کدام از دو مفهوم کلّی طلا و اسب «نوع» است.
2. جنس ؛ مفهومی کلّی است که بیانگر بخشی از حقیقت شیء و اعم از آن است؛ مانند مفهوم کلّی حیوان نسبت به انسان و شتر.
3. فصل ؛ کلّی ذاتی است که یک نوع را از سایر انواع داخل در یک جنس متمایز می‌کند، مانند ناطق که در جنس حیوان موجب تمییز انسان از سایر انواع حیوان است.
4. عرض عام ؛ مفهومی کلی است که خارج از حقیقت شیء و در عین حال مختص به افراد آن نیست، مانند «راه‌رونده» نسبت به انسان.
5. عرض خاص ؛ مفهومی کلی است که خارج از حقیقت شیء و در عین حال مختّص به آن است؛ مانند «خندان» نسبت به انسان.
با توجه به تعاریفی که بیان شد، می‌توان این کلیات پنج گانه را در دو دسته کلی‌تر قرار داد. یک دسته کلیاتی که بیانگر ویژگی‌ ذاتی و اصلی مصادیق خودشان هستند و دسته دیگر کلیاتی که اینطور نیستند. دسته اوّل را «ذاتی» نامیده‌اند و شامل «نوع»، «جنس» و «فصل» می‌شود؛ دسته دوم را نیز «عَرَضی» نامیده‌اند و شامل «عرض عام» و «عرض خاص» می‌شود.
برای تشخیص اینکه یک مفهوم کلی بیانگر ویژگی ذاتی مصادیق خودش می‌باشد یا خیر، راه‌کارهایی وجود دارد. مثلاً اگر بر سر تعریف صندلی توافق داشته باشیم که بخش نشیمنگاهِ صندلی، یکی از مفاهیم اصلی آن است و اگر یک صندلی، بخش نشیمنگاه نداشته باشد، دیگر صندلی نیست، نشیمنگاه برای صندلی یک مفهوم کلی ذاتی می‌شود. چرا که نشیمنگاه هم یک مفهوم کلی است و هم بخش جداناپذیر یک صندلی را دربرمی‌گیرد و اگر صندلی‌ای نشیمنگاه نداشته باشد، دیگر صندلی نیست. در مقابل مفهومی مثل شاعری ویژگی است که برای انسان به‌کار می‌رود اما اگر انسانی این ویژگی را نداشت، هنوز انسان است. ویژگی شاعری، نشان‌دهندهٔ چیستی اصلی انسان نیست. اگر انسانی شاعر نبود، هنوز انسان است. به این ویژگی که جزو ذات یا چیستی اصلی یک پدیده نیست، مفهوم کلی عَرَضی می‌گویند.
به منظور بهتر درک‌کردنِ مفاهیم کلّی ذاتی، مثالی روشن‌تر بیان می‌شود. مفهومِ کلی ذاتی جاندار را در نظر بگیرید. جاندار مفهوم کلی ذاتی است که بر مجموعه‌ای از موجودات گفته می‌شود. در این موجودات ویژگی‌های مشترکی یافت می‌شود مانند خوابیدن، خوردن، جُنبیدن و غیره که برخی از آنها چنین ویژگی‌هایی دارند. به این ویژگی‌های ذاتی مشترک میان برخی جانداران، جنس می‌گوییم. حال از میان این جانداران که چند ویژگی مشترک باهم دارند، تفاوت‌هایی می‌یابیم: مثلاً می‌بینیم انسان ناطق است اما اسب، گاو، یا گوسفند چنین ویژگی ندارد. به این مفهومِ کلی ذاتی که گونه‌های مختلف یک جنس را از هم متمایز می‌کند، فصل می‌گویند. مفهوم ناطق بودن سبب متمایز شدن این جاندارانی شد که یک سری ویژگی‌های مشترک با هم داشتند. حال به ویژگی ذاتی‌ای که بیانگر گونه‌های مختلف یک جنس است، نوع می‌گویند. مثلاً مفهوم انسان نوع است. انسان نوعی از جنس جاندار است که فصل آن ناطق بودن است.